# 十束おとは
十束 おとは（とつか おとは、8月9日 - ）は、日本の女性アイドル。女性アイドルグループ・フィロソフィーのダンスの元メンバー。『ファミ通』第4代ゲーマーズエンジェル や電撃FIGHTINGガールズとしても活動していた。身長156cm、年齢非公開。愛称は「おとはす」。

## 略歴
2014年、「電撃文庫 FIGHTING CLIMAX  IGNITION」のロケテストに参加した際に、案内されていた「電撃FIGHTINGガールズ」のオーディションに参加したことがきっかけで、電撃FIGHTINGガールズのメンバーとして芸能活動をスタート。
2015年、フィロソフィーのダンスのメンバーとして活動開始。
2016年、『ファミ通』4代目ゲーマーズエンジェルとして活動開始。
2020年12月、ロリータ服ブランド『BABY, THE STARS SHINE BRIGHT』のモデルとして「夢織る魔法a la mode～願い紡ぐ贈り物～　BABY/PIRATES BRAND-NEW COLLECTION 2021 S/S」の映像作品に参加。
2022年3月4日、同年11月をもってフィロソフィーのダンスから卒業すると発表した。
2022年11月19日、日比谷公園大音楽堂にて行われた「十束おとは卒業コンサート ～ベスト・フォー・フォーエバー～」でフィロソフィーのダンスを卒業。
2024年、国家資格キャリアコンサルタントの合格を報告。他にもメンタル心理カウンセラー、メンタルヘルス・マネジメント検定を持っている。資格を生かし、アイドルやタレント、場合によってはスタッフのキャリアコンサルタント、メンタルケア支援を行っている。

## 出演

### テレビ番組
- 「ラボラ！～Love Life Laboratory～」（2019年2月11日 - 14日、テレビ朝日）- 情報番組。共演はフィロソフィーのダンスの佐藤まりあと柴田阿弥。
- 「荒野⼥⼦部Season2 〜ただいま交戦中〜」（2020年2月8日 - 8月8日、BSフジ、YouTube）- 荒野行動女子部が放送ごとに異なる女子チームと対決する番組。荒野行動女子部のメンバーとして出演。
- 「格ゲー喫茶ハメじゅん」（2021年10月1日 -、TOKYO MX、YouTube）- 対戦型格闘ゲームを専門に紹介する番組。格ゲー喫茶店のアルバイト店員という設定で出演。格闘ゲームの達人たちからのレッスンも受ける。

### ラジオ番組
- 「十束おとはのradioclub.jp PRO」（2016年4月1日 - 27月29日、かつしかFM）- パーソナリティー。構呂木モブ（通称モブさん）がマスター役のバーを舞台にしたラジオドラマ。
- 「十束おとは自作PCの世界」（2020年3月4日 - 、ニッポン放送）- ミューコミプラス内の5分番組。ニッポン放送のスタジオでパソコンを作る番組。
- 「シューカツHANGOUT！」（2020年9月15日、2020年10月6日 - 、ラジオNIKKEI第一）- 毎月第3週目レギュラーとして出演[4]。
- 「J Cross Style」（2020年10月11日、渋谷クロスFM） - 公開生放送にゲスト出演。
- 「映画『ブラック・ウィドウ』公開記念 アッセンブルナイト！」（2021年7月8日、TOKYO FM）- 映画「ブラック・ウィドウ」公開を記念した特別番組。

### インターネット番組
- 「“インディー”ゲーマーズエンジェル」（2016年7月14日 - 2019年6月18日、ニコニコ生放送） - 「4代目ファミ通ゲーマーズエンジェルのゲー活（仮）」が2018年12月に番組名変更。奥谷楓と様々なインディーゲームに挑戦するゲーム番組。主に家庭用ゲーム機。
- 「電人☆ゲッチャ!」（2018年7月26日 - 、ニコニコ生放送）- 十束おとはのおとはにおまかせ！コーナー担当。ゲーム番組。
- 「シノのス」（2018年11月9日 -、テレ朝動画）- 情報番組、篠原ともえを社長とする広告企画会社社員役としてフィロソフィーのダンスの佐藤まりあと共に出演。
- 「リーグ・オブ・レジェンド最強女子プレイヤーになり隊」（2019年6月21日 - 8月10日、YouTube）- ゲーム「League of Legends」に、ゲーマー女子５人がチャレンジするゲーム番組。
- 「猫舌SHOWROOM〜豪の部屋」（2020年3月10日、SHOWROOM）
- 「IDOL AND READチャンネル vol.28」 （2020年3月25日、ニコニコ生放送）[8]
- 「吉田豪×コンバットREC with 十束おとは（フィロソフィーのダンス）緊急トークライブ!! ～ゲームとポケモンの話をしよう～」 （2020年6月21日）
- 「木曜だからゲッチャ！」（2021年1月14日、YouTubeLive）
- 「AFTER 6 LEAGUE」（2021年2月13日、YouTube） - League Of Legends部門 DAY８に出演[9]。
- LoL情報バラエティ「QWER」 （2021年2月22日、YouTube）
- 「渋谷LOFT9アイドル倶楽部vol.21」（2021年3月11日、ツイキャス）[10]

### ミュージック・ビデオ
- GOOD BYE APRIL「ふたりのBGM feat. 土岐麻子」（2024年）[11]

### Web
- 「リアルサウンド テック」（2018年9月22日）- フィロソフィーのダンス・十束おとはが語る“ゲーマーでアイドル”の矜持「私に求められているのは様々なジャンルをこなせること」[12]
- 「ウェルプレイドジャーナル」（2020年1月14日）- 1月11日 - 12日で行われた「東京eスポーツフェスタ」でトークイベントにて登壇した十束おとはのインタビューが掲載[13]。
- 「DIGITAL DIY」（2020年2月12日）- 自作PC大好き！ゲーマーアイドル「フィロソフィーのダンス」十束おとはさんと行く、アキバぶらり旅！ [14]
- 「BIG SIM」（2002年3月9日） - 格安SIMでもスマホゲームはできるの？ゲーム好きアイドル・十束おとはさんが体験レビュー！ [15]
- 「PHILE WEB」（2020年6月20日） - ゲーミングデバイスって必要？ アイドルにしてガチゲーマー「フィロのス」十束おとはさんに聞いた [16]。
- 「マイナビニュース」（2020年8月19日）- PC自作アイドル・十束おとはが「良い意味で『どうしちゃったの!?』って」と語った、新生 「GALLERIA」[17]。
- PINTSCOPE『映画を観た日のアレコレ』（2020年8月24日） - 十束おとはの映画日記 [18]。
- inゼリーゲーム部 （2020年8月26日 - ）
- 「DIGITAL DIY」（2020年10月2日）- 自作PC大好きアイドル・十束おとはがYouTuber に!「おとはすチャンネル」のウラ側に迫る[19][20]。
- 「ガジェット通信」 （2020年11月18日）- 「『MCU』大好きアイドル・十束おとは（フィロソフィーのダンス）が期間限定マーベルカフェに潜入！あこがれのマーベルヒーローたちとの記念撮影もしてきたよ」[21]。
- 「DIGITAL DIY」（2020年11月27日 - ） -「おとはすの自作やろうぜ‼」[22]連載スタート。
- 「ガジェット通信」（2020年12月18日） - 「USJの新アトラクション『マリオカート~クッパの挑戦状~』の内部に十束おとは（フィロソフィーのダンス）が潜入！」[23]

### 雑誌
- IDOL FILE Vol.19 LOLITA&GOTHIC （2020年11月13日、シンコーミュージック・エンタテインメント）

### イベント
- 「『ポケットモンスター Let's Go! ピカチュウ・Let's Go! イーブイ』発売カウントダウン生放送」（2018年11月16日、ニコニコ生放送）- 司会、出演は株式会社ゲームフリークより増田順一、大森滋、斉藤優史。
- 「格ゲー『ブレードアークス』新作をプレイ【ファミ通】」（2019年2月28日、ニコニコ生放送）- Nintendo Switch及びPS4用『BLADE ARCUS Rebellion from Shining』をプレイするゲーム番組。共演は板橋ザンギエフ、ゲストはプロデューサー鈴木誠
- 「非公式！STORIA Game Arena 『電撃 FCI×アルブラ 合同オフ大会』」 （2019年5月9日、YouTube）　- 急遽出演。MCは芦澤佳純、電撃文庫FIGHTING CLIMAX IGNITIONの実況はジン（トッププレイヤー）、ミリオンアーサーアルカナブラッドの実況はコイチ。
- 「『X-MEN:ダーク・フェニックス』公開前夜祭　同時再生祭り」（2019年6月20日、共感シアター） - 『X-MEN:ファースト・ジェネレーション』を視聴者と同時再生しながらトークする番組。ゲストはてらさわホーク（映画ライター）、MCは稲生D（ディレクター）。
- LoLミッドシーズンストリーミングマラソンイベント （2020年5月31日）
- One-Netbook Technology社 「OneGx1」新製品発表会 （2020年6月30日） [24] [25]
- IDOL FILE Vol.19 LOLITA&GOTHIC 発売記念イベント（2020年11月13日 - 23日 : 東京、2020年12月2日 - 13日 : 大阪、2020年12月23日 - 2021年1月11日 : 名古屋）[26]

## ディスコグラフィー
- シンガポールチリクラブ「君はリアルチート（feat. 十束おとは(フィロソフィーのダンス)）」（2018年8月2日発売 ）※配信のみ
- Night Tempo「House Music」（2021年12月1日発売）※アルバム「Ladies In The City」の中の1曲